# Hipofonía
La hipofonía es un trastorno del habla, caracterizado por una fonación suave y debilidad en el volumen de la voz, especialmente como resultado de una falta de coordinación en la musculatura vocal. Se presenta como una condición común junto a la enfermedad de Parkinson. Su tratamiento generalmente consiste en programas de entrenamiento de voz, junto al uso de oraciones más cortas, ejercicios de respiración y ejercicios de entrenamiento muscular para las cuerdas vocales.

## Investigación
Un equipo de médicos de la Universidad de Indiana en Pensilvania propuso un tratamiento novedoso para la voz hipofónica, denominado terapia Twang.